# Ngagane River
Der Ngagane River (auch Ingagane) ist ein Fluss in der südafrikanischen Provinz KwaZulu-Natal.

## Verlauf
Er entspringt in den nördlichen KwaZulu-Natal-Drakensbergen auf einer Höhe von 1322 Metern. Weiter östlich fließt er durch den Stausee Ntshingwayo Dam (früher Chelmsford Dam) und an Newcastle und Madadeni vorbei. Bei dem Ort Masondale mündet der Ngagane in den Buffalo River.

## Hydrometrie
Die Abflussmenge des Ngagane River wurde am Pegel Ballengeic über die Jahre 1929 bis 1961 in m³/s gemessen.

## Namensgebung
Der Name kommt aus der isiZulu-Sprache. Zur Bedeutung gibt es verschiedene Interpretationen. Eine Bedeutung ist ‚der Unerwartete‘ mit Bezug auf die auftretenden Springfluten. Wegen der entlang des Ufers wachsenden Dichrostachys und Akazien könnte auch ‚Dornbaumfluss‘ eine Bedeutung sein. Eine weitere Bedeutung ist ‚Skelettfluss‘.

## Ökologie
In der Region um Newcastle gibt es viele Industriebetriebe. Bereits zweimal kam es zur Vergiftung des Flusses durch ausgetretene Chemikalien. 1999 liefen in Folge einer geborstenen Leitung in einer Chemiefabrik chromathaltige Flüssigkeiten in den Fluss. Hier befindet sich die größte Chromchemikalienproduktion in Afrika. 2012 war die Trinkwasserversorgung von Dundee bedroht, da sich Cyanide im Fluss befanden.